# هلنا شیکولووا
هلنا شیکولووا (چکی: Helena Šikolová؛ زادهٔ ۲۵ مارس ۱۹۴۹) اسکی‌باز صحرانوردی اهل چکسلواکی بود.